# Abschnittsbefestigung Kirchberg
Die Abschnittsbefestigung Kirchberg ist eine abgegangene vor- und frühgeschichtliche, möglicherweise frühmittelalterliche Wallanlage (Spornburg auf 505 m ü. NN) auf dem namensgebenden Kirchberg, etwa 350 Meter ostsüdöstlich der katholischen Filialkirche Mariä Himmelfahrt in Erlingshofen in der oberbayerischen Gemeinde Kinding in Bayern, Deutschland. Über diese Abschnittsbefestigung sind keine geschichtlichen Informationen bekannt, dem Bautyp nach könnte es sich um eine Befestigung aus dem 10. Jahrhundert handeln. Erhalten hat sich von der Anlage nur ein mehrfaches Wall-Graben-System, die Stelle ist als Bodendenkmal geschützt.

## Beschreibung
Die Abschnittsbefestigung liegt auf einer 40 Meter breiten, spornartigen Bergzunge, die nach drei Seiten steil in die angrenzenden Täler abfällt. Nur die Ostseite dieser Bergzunge geht leicht ansteigend auf den Gipfelpunkt des 515,8 m ü. NN hohen Kirchberges zu. An dieser Seite liegt rund 200 Meter vor der Spornspitze eine erste Befestigung, die aus einem 50 Meter langen Abschnittswall mit Graben besteht. Dieser Wall erstreckt sich zwischen den beiden Hangkanten der Bergzunge entlang. Etwa 30 Meter nach dem ersten Wall zieht sich als zweite Befestigungslinie ein 40 Meter langer doppelter Wall über die Bergzunge. Diesem Doppelwall ist je ein Sohlgraben vorgelegt, die Höhe des inneren Walles beträgt noch 1,20 Meter, zum Graben fällt er 2,50 Meter ab. Ein dritter Abschnittswall liegt weitere 55 Meter entfernt, er besteht aus einem 1,20 Meter hohen Steinwall mit Graben. Dieser Wall riegelt eine 90 Meter lange Fläche ab.
Das vom Bayerischen Landesamt für Denkmalpflege als Abschnittsbefestigung vor- und frühgeschichtlicher Zeitstellung erfasste Bodendenkmal trägt die Denkmalnummer D-1-7033-0066. 270 m in nordnordöstlicher Richtung liegt die Burg Rundeck.